# Норманнская эпоха
В истории Англии Норманнская эпоха, она же Англия в Высокое Средневековье (англ. England in the High Middle Ages), включает как ранненормандский период, начавшийся после нормандского завоевания в 1066 году, так и связанную с ним политически эпоху Анжуйской империи, которая завершилась в 1215—1216 годах принятием Великой хартии вольностей и смертью короля Иоанна Безземельного, которого некоторые историки считают последним анжуйским королем Англии.
Спорная преемственность и победа в битве при Гастингса привели к завоеванию Англии герцогом Нормандии Вильгельмом Нормандским в 1066 году. Это связало Королевство Англию с нормандскими владениями в Королевстве Франции и привело в страну новую аристократию, которая стала доминировать в землевладении, правительстве и церкви. Завоеватели принесли с собой французский язык, который на долгое время стал языком английской элиты, феодальное землевладения и систему замков, благодаря которой сохраняли свою власть. Ко времени смерти Вильгельма в 1087 году Англия составляла большую часть англонормандской империи, которой управляла знать, владевшая землёй в Англии, Нормандии и Уэльсе. Сыновья Вильгельма оспаривали правопреемство его земель, и Вильгельм II стал правителем Англии и большей части Нормандии. После его смерти в 1100 году его младший брат претендовал на трон как Генрих I и победил своего старшего брата Роберта, чтобы воссоединить Англию и Нормандию. Генрих был безжалостным и эффективным правителем, но после смерти своего единственного наследника мужского пола Вильгельма Аделина он убедил своих баронов признать наследницей его дочь Матильду. Когда Генрих умер в 1135 году, её кузен Стефан Блуасский сам провозгласил себя королём, что привело к междуусобной войне, известной в английской историографии как «Анархия». В конце концов Стефан признал сына Матильды Генриха Плантагенета своим наследником, и после смерти Стефана 1154 году, он стал королём Генрихом II.
Генрих имел обширные владения во Франции и утверждал свою власть над Уэльсом, Шотландией и Ирландией. Желая поставить церковную судебную систему под контроль светской власти король добился в 1162 году избрания архиепископом Кентерберийским и примасом Англии своего канцлера Томаса Бекета, но стремление последнего отстоять свободу Церкви привела к конфликту, который завершился убийством Бекета. В более позднюю часть правления Генриха II произошло несколько восстаний с участием его сыновей и Филиппа II Французского, которые вынудили Генриха признать своего сына Ричарда Львиное Сердце единственным наследником. В 1189 году Генрих II скончался и королём стал Ричард, который почти сразу же отправился в крестовый поход. По возвращении он был взят в заложники в Германии и за его освобождение в 1194 году был заплачен огромный выкуп. Остаток своего правления он провёл восстанавливая свои французские земли и умер в 1199 году. Его младший брат Иоанн больше преуспел в Англии и успешно сражался против племянника Ричарда Артура за контроль над французскими владениями. Поведение Иоанна привело к восстаниям нормандских и анжуйских баронов, которые ослабили его контроль над континентальными владениями. Попытка Иоанна вернуть Нормандию и Анжу провалилась в битве при Бувине, что ослабило его позиции в Англии и в конечном итоге вынудило Иоанна подписать «Великую хартию вольностей», которая ограничивала королевскую власть, а затем и к Первой войне баронов. Некоторые историки считают, что смерть Иоанна в 1216 году ознаменовала конец Анжуйского периода и начало династии Плантагенетов.
Норманны переняли многие англосаксонские правительственные институты, но феодальная система сконцентрировала больше власти в руках монарха и немногочисленной элиты. Права и роли женщин стали более чётко определены. Дворянки оставались важными культурными и религиозными покровительницами и играли важную роль в политических и военных событиях. В XII веке разногласия между завоевателями и англичанами начали исчезать, и они начали считать себя выше своих кельтских соседей. Завоевание привело к власти нормандских и французских церковников. В Англии были введены новые реформированные религиозные и военные ордена. К началу XIII века церковь в значительной степени добилась независимости от государства, почти полностью подчиняясь Риму. Паломничества были популярной религиозной практикой, и накопление реликвий стало важным для поднятия престижа местных духовных учреждений, орденов и монастырей. Англия сыграла заметную роль во Втором, Третьем и Пятом крестовых походах.
Между IX и XIII веками Англия пережила средневековый климатический оптимум, длительный период более высоких температур, который позволил добиться повышения сбора урожаев. Сельскохозяйственные земли обычно организовывались вокруг манориальных поместий. К XI веку на большей части территории Англии процветала рыночная экономика, а восточные и южные города активно участвовали в международной торговле. Были построены сотни новых городов, некоторые из которых представляли собой запланированные поселения, что способствовало созданию гильдий и чартерных ярмарок. Войны в норманнский период характеризовались истощающими военными кампаниями, состоящими из набегов и захватов замков. Военно-морские силы позволяли перебрасывать войска и припасы, совершать набеги на враждебную территорию и атаковать вражеский флот. После завоевания Англии норманны в большом количестве построили деревянные замки, бейли и кольцевые замки, которые были заменены каменными зданиями XII века. Этот период использовался в широком спектре популярной культуры, включая пьесы Уильяма Шекспира.

## Политическая история

### Нормандская династия

#### Нормандское завоевание

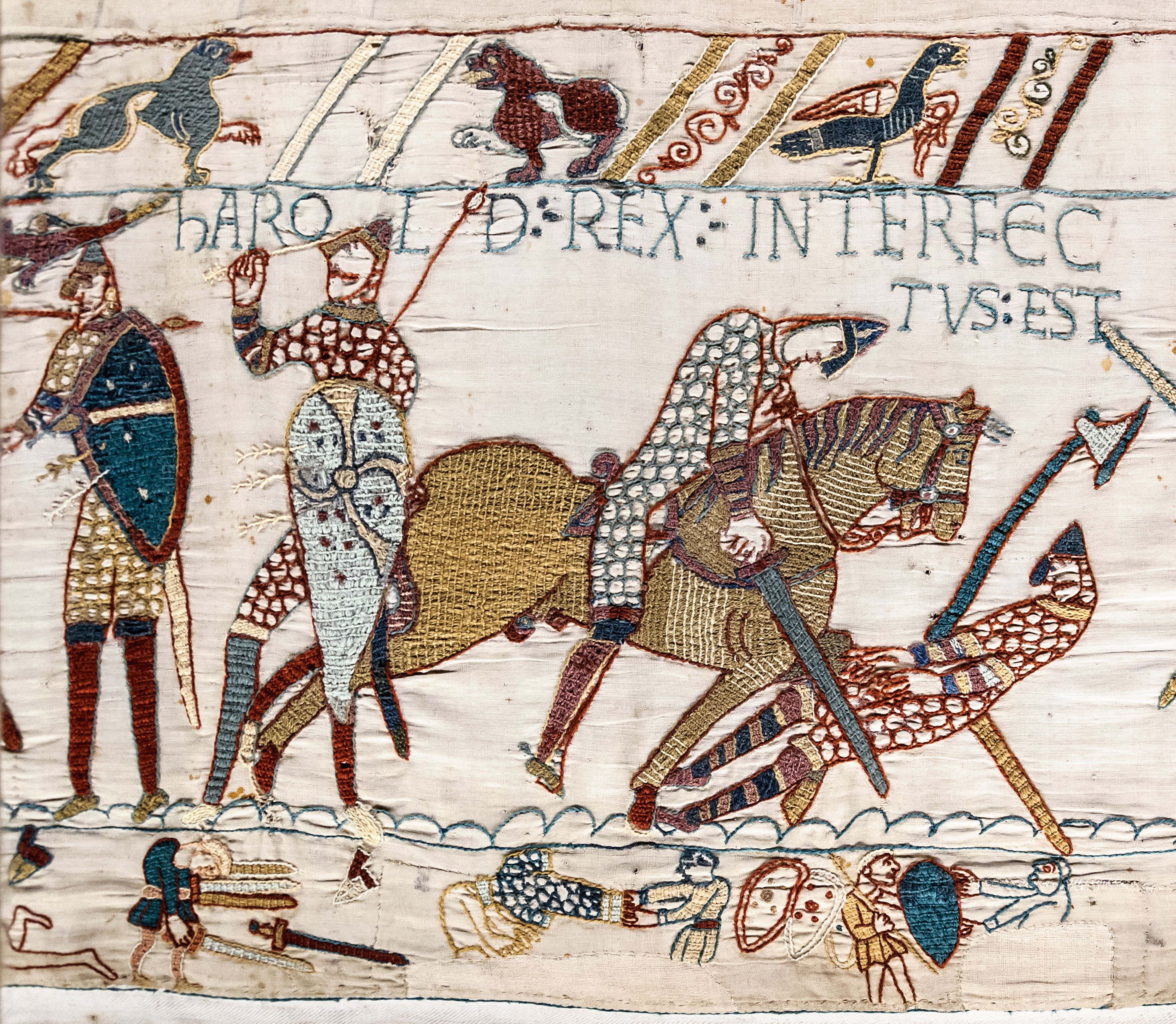
Часть гобелена из Байё, изображающая заключительные этапы битвы при Гастингсе.

В 1002 году король Англии Этельред II женился на Эмме, сестре Ричарда II, герцога Нормандии. Их сын Эдуард Исповедник, проведший много лет в изгнании в Нормандии, унаследовал английский престол в 1042 году. Поскольку новый английский король в значительной степени опирался на поддержку своих родственников, то он активно привлекал нормандских к себе на службу нормандских придворных, воинов и священнослужителей, назначая их на руководящие должности, особенно в церкви. Бездетный и втянутый в конфликт с грозным Годвином, эрлом Уэссекским, и его сыновьями, Эдуард, возможно, также поощрял амбиции нормандского герцога Вильгельма на английский престол.
Когда король Эдуард умер в начале 1066 года, отсутствие явного наследника привело к спору за преемственность, в котором несколько претендентов оспаривали английский трон. Непосредственным преемником Эдуарда стал эрл Уэссекский Гарольд Годвинсон, самый богатый и влиятельный из английских аристократов того времени. Гарольд был избран королем Витенагемотом Англии и коронован архиепископом Йоркским Элдредом, хотя противники Гарольда утверждали, что коронацию провёл Стиганд, неканонически избранный архиепископ Кентерберийский. Гарольду немедленно бросили вызов два могущественных соседних правителя. Герцог Вильгельм утверждал, что король Эдуард обещал трон ему и что Гарольд поклялся согласиться с этим. Король Норвегии Харальд III, широко известный как Харальд Суровый, также предъявил права на трон. Его претензии были основаны на соглашении между его предшественником Магнусом I и предыдущим английским королем Хардекнудом, согласно которому, если один из них умрёт, не оставив наследника, другой унаследует обе короны. Вильгельм и Харальд сразу же приступили к сбору войск и кораблей для вторжения в Англию. Эрл Нортумбрии Тостиг Годвинсон, брат Гарольда, предпринял серию нападений на севере Англии в начале 1066 года, которые, возможно, стали началом борьбы за трон, но после поражения от рук Эдвина и Моркара и дезертирства большей части его последователей он присоединился к Харальду, который вторгся в северную Англию в начале сентября. Гарольд победил и убил Харальда и Тостига в битве при Стамфорд-Бридж. Тем временем Вильгельм вторгся с армией своих нормандских последователей и наёмников. Гарольд двинулся на юг, чтобы встретить его, но потерпел поражение и был убит в битве при Гастингсе 14 октября, после чего нормандцы быстро захватили юг Англии.

#### Вильгельм I (1066—1087)

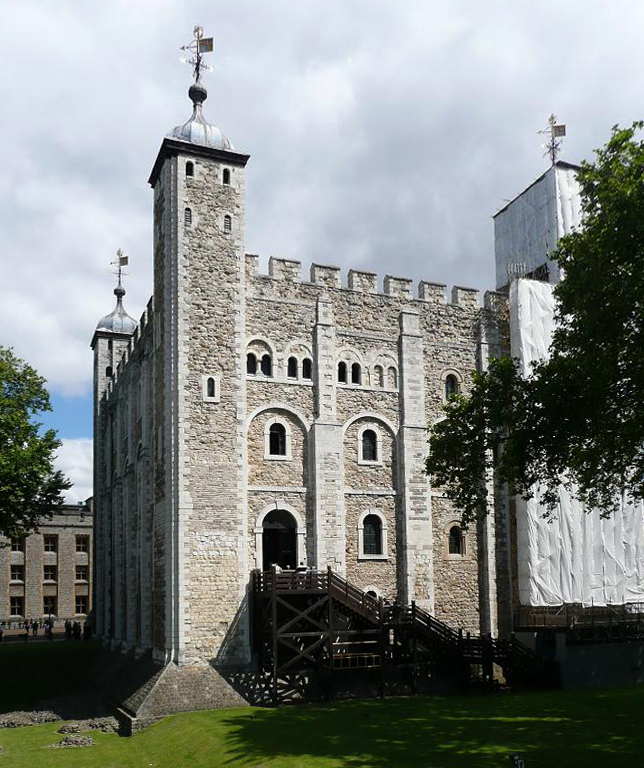
Лондонский Тауэр, первоначально построенный Вильгельмом Завоевателем для контроля над Лондоном.

Вильгельму Завоевателю пришлось подавить несколько крупных восстаний, прежде чем он смог вторгнуться на северо-восток Англии, установив нормандский контроль над Йоркширом и опустошив Север. После того, как Англия была завоевана, норманны столкнулись со многими проблемами в сохранении контроля. Их было мало по сравнению с коренным английским населением; даже включая выходцев из других частей Франции, историки оценивают число норманнских поселенцев примерно в 8000 человек. Последователи Вильгельма получили земли и титулы в обмен на свою службу во время вторжения, но Вильгельм претендовал на окончательное владение землей в Англии, над которой его войско дало ему фактический контроль, и заявлял о своём праве распоряжаться ею как он считал нужным. Отныне вся земля «удерживалась» непосредственно у короля в феодальном владении и предоставлялась в обмен на военную службу. При этом земли нормандских лордов обычно располагались частями по всей Англии и Нормандии, а не концентрировались в одном регионе.

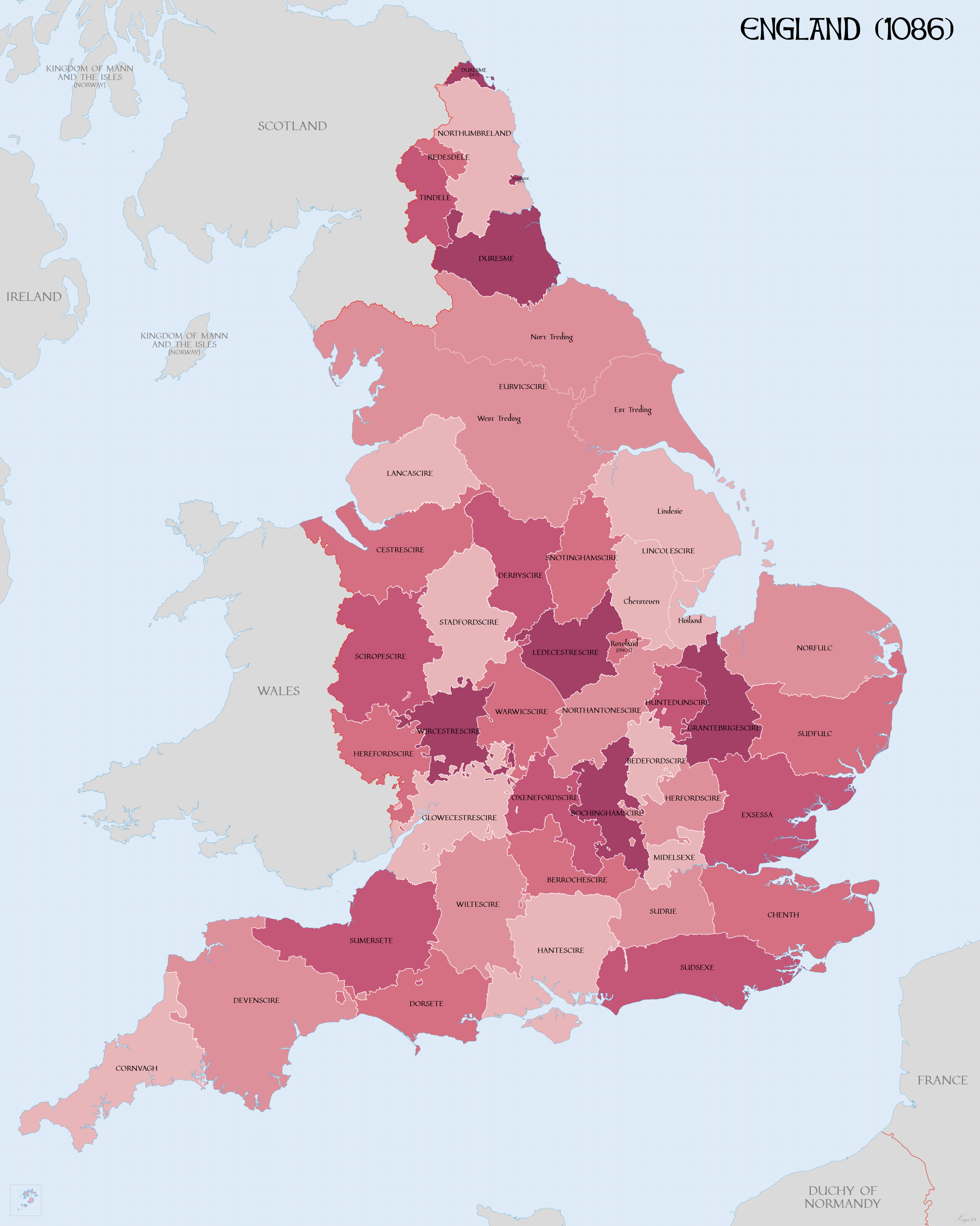
Англия в 1086 году во время Книги Страшного суда.

Чтобы найти земли для своих последователей, Вильгельм сначала конфисковал поместья всех английских лордов, которые сражались и умерли вместе с Гарольдом, и перераспределил часть этих земель. Конфискации спровоцировали восстания, которые в свою очередь привели к новым конфискациям, и этот цикл продолжался в течение пяти лет после битвы при Гастингсе. Чтобы подавить и предотвратить дальнейшие восстания, норманны в беспрецедентном количестве начали строить замки и укрепления, первоначально в основном по схеме «мотт и бейли». Часть конфискованных земель Вильгельм раздал церкви и назначил епископами лояльных ему норманнов; он и его бароны также осуществляли более жёсткий контроль над наследованием собственности вдовами и дочерьми, часто принуждая их к браку с норманнами. Некоторые норманнские лорды использовали Англию как отправную точку для нападений на Южный и Северный Уэльс, постепенно распространяя свою власть вверх по долинам и создавая новые территории Валлийской марки. Ко времени смерти Вильгельма в 1087 году Англия составляла большую часть англо-нормандской империи, управляемой норманнскими королями при помощи дворянства с землевладениями в Англии, Нормандии и Уэльсе. Растущее богатство Англии имело решающее значение, позволяя норманнским королям распространять власть по всему региону, включая финансирование кампаний вдоль границ Нормандии.
На Рождество 1085 года Вильгельм приказал составить обзор земельных владений, принадлежавших ему самому и его вассалам по всему королевству, сгруппированный по графствам, — работа, ныне известная как Книга Страшного дня. В списке каждого округа указаны владения каждого землевладельца, сгруппированные по владельцам. В списках описывается кому земля принадлежала до завоевания, её стоимость,  налоговая оценка и обычно количество крестьян, плугов и любых других ресурсов, которыми располагало хозяйство. Города были указаны отдельно. В книгу были включены все английские графства к югу от рек Тис и Риббл, и вся работа была в основном завершена к 1 августа 1086 года, когда в «Англосаксонских хрониках» было записано, что Вильгельм получил результаты и что все главные магнаты принесли королю Солсберийскую клятву, возобновляя свои клятвы верности.

#### Вильгельм II (1087—1100)

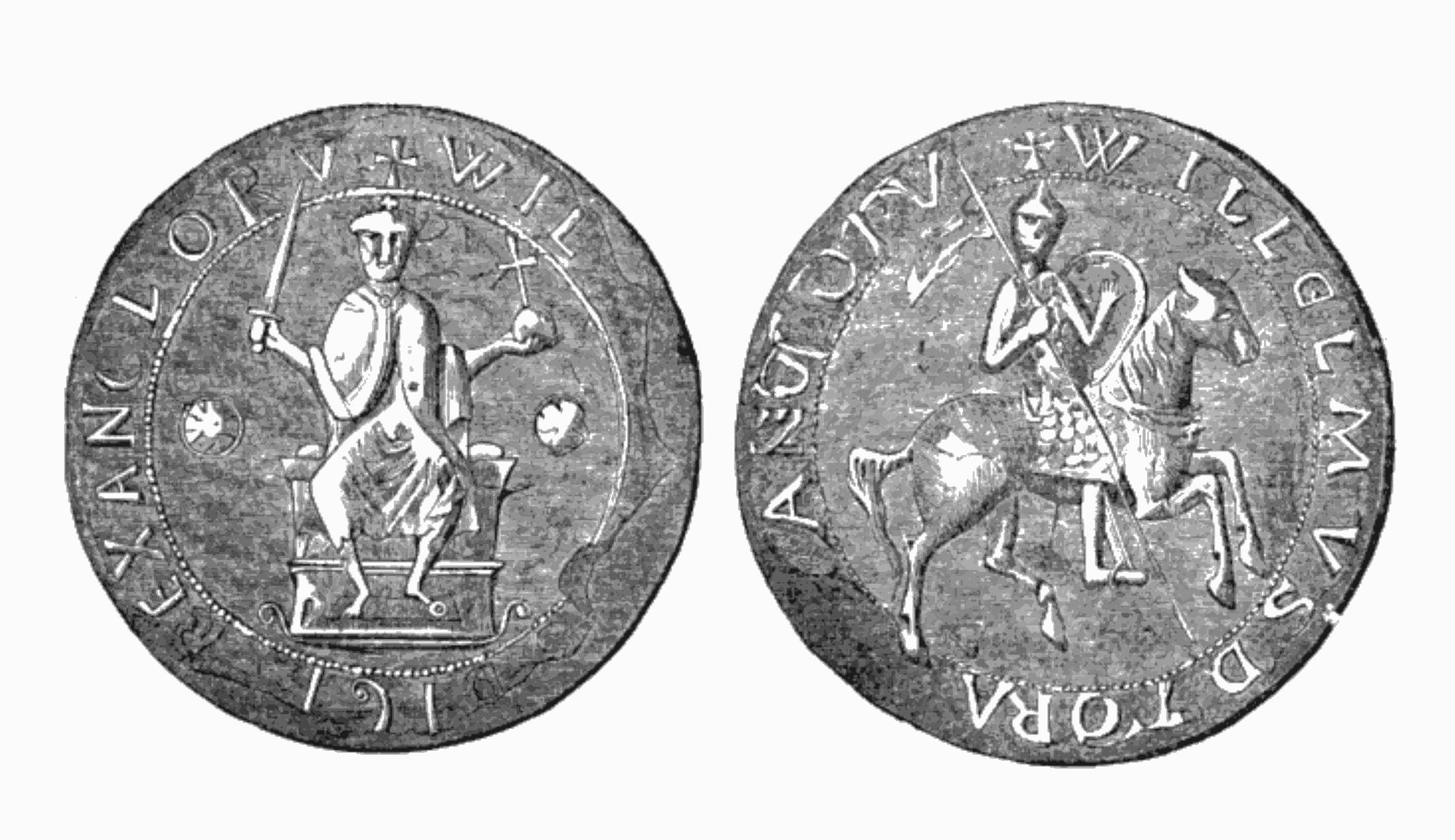
Печать Вильгельма II.

После смерти Вильгельма Завоевателя в 1087 году его земли по желанию короля были разделены на две части. Владения в Нормандии достались старшему сыну Роберту Куртгёзу, который стал герцогом Нормандии, а английские земли — младшему Вильгельму Руфусу, ставшему королём Англии. Это представляло собой дилемму для дворян, владевших землями по обе стороны Ла-Манша. Поскольку братья были естественными соперниками, англонормандская знать беспокоилась, что не сможет угодить обоим своим лордам, и, таким образом, рисковала потерять благосклонность одного правителя или другого, или обоих. Единственным решением, по их мнению, было снова объединить Англию и Нормандию под одним правителем. Преследование этой цели привело их к восстанию против Вильгельма в пользу Роберта под руководством могущественного епископа Одо из Байё, который был сводным братом Вильгельма Завоевателя. Поскольку Роберт из-за плохой погоды не смог высадиться в Англии, Вильгельм, заручившись поддержкой английских лордов серебром и обещаниями лучшего управления, смог победить восставших, не получивших поддержки. Наведя порядок в Англии, в 1091 году он вторгся в Нормандию, разгромив силы Роберта и вынудив его уступить часть своих земель. В конце концов братья уладили свои разногласия и Вильгельм согласился помочь Роберту вернуть земли, отобранные королем Франции, в частности графство Ле Мэн. Позже от этого плана братья отказались, но Вильгельм продолжал яростно и воинственно защищать свои французские владения и интересы, примером чего является его ответ на попытку Элиаса де ла Флеша, графа Мэна, захватить Ле-Ман в 1099 году. Вильгельм вступил в конфликт с Ансельмом, архиепископом Кентерберийским, по поводу григорианских реформ в церкви. В конце концов Ансельм отправился в изгнание, а Папа Урбан II, вовлечённый в крупный конфликт с императором Генрихом IV, заключил конкордат с Вильгельмом, в соответствии с которым Вильгельм признал Урбана папой, а Урбан санкционировал англо-нормандский церковный статус-кво. Ансельм остался в изгнании, а король смог претендовать на доходы архиепископа Кентерберийского до конца своего правления. Вильгельм умер во время охоты в 1100 году.

#### Генрих I (1100—1135)
Сразу после смерти Вильгельма его младший брат Генрих Боклерк немедленно захватил власть в Англии. Старший брат, Роберт Куртгёз, вернувшись из Первого крестового похода, решил побороться за английский трон и в 1101 году вторгся в Англию. Военная кампания закончилась соглашением, по которому Роберт признавал Генриха королём Англии в обмен на выплату ежегодной пенсии в размере 3 000 марок и отказа Генриха от всех его земель в Нормандии, за исключением Домфрона. Мир был недолгим, и как только угроза престолу была устранена, Генрих конфисковал земли и титулы Роберта Беллемского, главного сторонника Куртгёза в Англии, и захватил его замки. Затем он занялся подготовкой вторжения в Нормандию, заключив договоры о союзе и военной помощи со всеми соседями Нормандского герцогства (королём Франции, графами Фландрии и Анжу, герцогом Бретани). В самой Нормандии значительное число баронов и городов склонялись к поддержке английского короля. Генрих трижды вторгался в Нормандию, в 1104, 1105 и 1106 годах, пока наконец не одержал решающую победу в битве при Теншбре. Генрих держал Роберта в тюрьме до конца своей жизни. Контроль Генриха над Нормандией был оспорен Людовиком VI, Балдуином Фландрским и Фульком Анжуйским, которые поддерживали сына Роберта, Вильгельма Клитона, дважды поднимавшего восстания в Нормандии против Генриха. В 1120 году Генрих, одержав победу при Бремюле, заключил благоприятное мирное соглашение с Людовиком, завершив четырёхлетнюю англо-французскую войну.
Считавшийся современниками суровым, но эффективным правителем, Генрих умело манипулировал баронами в Англии и Нормандии. В Англии он использовал существующую англосаксонскую систему правосудия, местного самоуправления и налогообложения, укрепив её дополнительными институтами, включая королевское казначейство и странствующих судей. Нормандия также управлялась посредством растущей системы правосудия и казначейства. Многие из чиновников, управлявших системой Генри, были «новыми людьми», относительно низкого происхождения, которые поднялись по служебной лестнице в качестве администраторов. Генрих поощрял церковную реформу, но с 1101 года он также оказался втянутым в серьезный спор с архиепископом Ансельмом, который был разрешен путем компромисса в 1105 году. Генрих поддерживал орден Клюни и играл важную роль в выборах высшего духовенства в Англии и Нормандии.

#### Стивен, Матильда и Анархия (1135—1154)
Единственный законный сын и наследник Генриха, Вильгельм Аделин, погиб в 1120 году во время кораблекрушения «Белого корабля», вызвав новый кризис престолонаследия. Генрих назвал наследницей свою дочь Матильду, но после смерти короля в 1135 году её кузен Стефан Блуаский провозгласил себя новым правителем Англии. Муж Матильды Жоффруа V Плантагенет, граф Анжу, мало интересовался Англией, но поддержал Матильду, войдя в Нормандию, чтобы потребовать её наследства. Матильда высадилась в Англии и была объявлена «Леди Англии», что привело к гражданской войне, названной «Анархией». Стефан потерпел поражение и был взят в плен в битве при Линкольне (1141), а Матильда стала эффективным правителем. Но позже Матильда была вынуждена освободить Стефана в обмен на своего сводного брата Роберта Глостерского, после чего Стефан был повторно коронован. Междуусобица в Англии затянулась почти на 20 лет, то вспыхивая, то вновь угасая. Однако за это время Жоффруа Плантагенет обеспечил себе контроль над герцогством Нормандия. Сын Матильды, Генрих Плантагенет, женившись на Алиеноре Аквитанской, приобрёл Аквитанское герцогство и теперь был чрезвычайно богат. После умелых переговоров с уставшими от войны баронами Англии и королём Стефаном Генрих заключил Уоллингфордский договор и был признан наследником Стефана.

### Анжуйские короли

#### Генрих II (1154—1189)

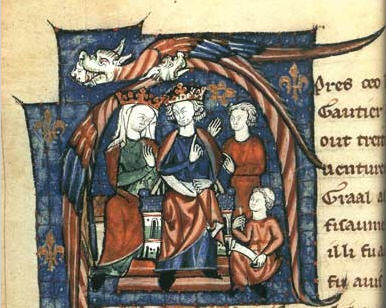
Генрих II и Алиенора Аквитанская проводят суд (изображение XII века).

После смерти Стефана в 1154 году Генрих Плантагенет стал первым анжуйским королем Англии, названным так потому, что он также был графом Анжу в Северной Франции, добавив его к своим владениям в Нормандии и Аквитании. Англия была ключевой частью обширных земель, разбросанных по Западной Европе, позже названных Анжуйской империей.
Генрих утвердил свою власть над Бретанью, разделив герцогство на восемь административных округов и проведя анжуйские правовые реформы. Он проводил агрессивную политику в Уэльсе, вернув земли, утраченные англо-нормандскими принцами, и проведя четыре карательные кампании против валлийских принцев, в результате которых они подчинились его власти. Это подчёркивало его господство, но при этом Генрих не предпринимал попыток прямого завоевания. Когда шотландский король Вильгельм Лев присоединился к восстанию сыновей Генриха и был взят в плен, Генрих добился присяги от шотландского короля по Фалезскому договору (1174), который он не преследовал напрямую, но который дал бы оправдание более поздние вмешательства в дела шотландского королевства.
В середине XII века Ирландией правили местные короли, хотя их власть была более ограниченной, чем у монархов в остальной части Западной Европы. В 1167 году к Генриху за помощью обратился свергнутый король Ленстера Диармайт Мак Мурхада и получил позволение вербовать наемников в Анжуйской империи. Диармайт собрал отряд англо-нормандских и фламандских наемников из Валлийских марок, в том числе Ричарда де Клера, известного как Стронгбоу. Со своими новыми сторонниками Диармайт вернул себе Ленстер, но вскоре умер в 1171 году; после чего де Клер заявил права на ленстерский трон. Генрих воспользовался этой возможностью, чтобы вторгнуться в Ирландию, где и высадился в октябре 1171 года. На выбор времени Генриха повлияло несколько факторов, в том числе поддержка со стороны Папы Александра, который увидел возможность установить папскую власть над ирландской церковью. Вмешательство Генриха поначалу было успешным: и ирландцы, и англо-нормандцы на юге и востоке Ирландии признали его правление. Однако Виндзорский договор 1175 года, согласно которому Руайдри Уа Конхобайр признавался Верховным королем Ирландии, отдавая дань уважения Генриху и поддерживая порядок на местах от его имени, на деле означал, что у него было мало прямого контроля.

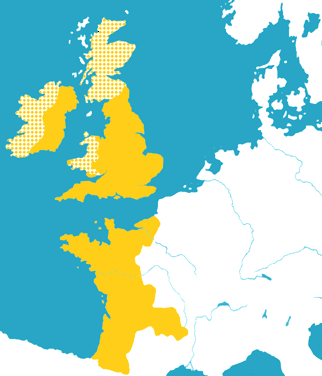
Карта Анжуйской империи около 1172 года; жёлтым цветом обозначены анжуйские владения.

Генрих вступил в конфликт с Церковью по поводу того, могут ли епископы отлучать от церкви королевских чиновников без его разрешения и может ли он судить священнослужителей без их обращения в Рим. Смерть Теобальда, архиепископа Кентерберийского он посчитал возможностью подтвердить привилегии, которыми пользовался Генрих I и восстановить то, что считал своими правами на Церковь в Англии. С этой целью он добился назначения новым архиепископом своего канцлера Томаса Бекета. Однако Беккет выступил против Кларендонских конституций Генриха, существенно ограничивавших привилегии Церкви, и бежал во Францию. Позже их отношения улучшились, что позволило Беккету вернуться, но вскоре снова испортились, когда Беккет воспринял коронацию сына Генриха как соправителя отца архиепископом Йоркским как вызов его власти и отлучил от церкви тех, кто его обидел. Услышав эту новость, Генрих произнёс фразу: «Каких жалких трутней и предателей я взрастил и продвигал в своём доме, которые позволили клерку низкого происхождения обращаться с их лордом с таким постыдным презрением». Желая угодить Генриху, трое его людей напали на Бекета в Кентерберийском соборе и убили его, вероятно, в результате несчастного случая после того, как Бекет стал сопротивляться аресту. В христианской Европе Генриха посчитали соучастником этого преступления, что сделало его изгоем, и он был вынужден совершить покаяния, публично войдя босиком в собор и позволив монахам бичевать себя.
Когда в 1173 году Генрих II попытался подарить своему безземельному младшему сыну Иоанну на свадьбу три замка, это побудило трёх его старших сыновей и жену восстать. Ситуацию усугубил французский король Людовик VII, который встал на сторону принцев. Лишь после восемнадцати месяцев конфликта Генрих II смог заставить сыновей подчиниться его власти. В Ле-Мане в 1182 году Генрих II собрал своих детей, чтобы объявить им свои планы по разделу наследства: старший сын, которого также звали Генрих, должен был унаследовать Англию, Нормандию и Анжу; Ричард получал Аквитанию; Джеффри Бретань, а Иоанн — Ирландию. Это переросло в новый конфликт, и в 1183 году Генрих-младший снова восстал против отца, но вскоре умер от дизентерии. В 1186 году Джеффри умер в результате несчастного случая на турнире, но Генрих всё ещё не хотел иметь единственного наследника, поэтому в 1189 году Ричард и французский король Филипп II, проведя с большим успехом военную кампанию, вынудили Генриха II принять унизительные условия мира, в том числе назначить Ричарда единственным наследником. 4 июля 1189 года был заключён мир, а через два дня Генрих II умер. Утверждают, что его последними словами Ричарду якобы были: «Дай Бог, чтобы я не умер, пока не отомщу тебе».

#### Ричард I (1189—1199)

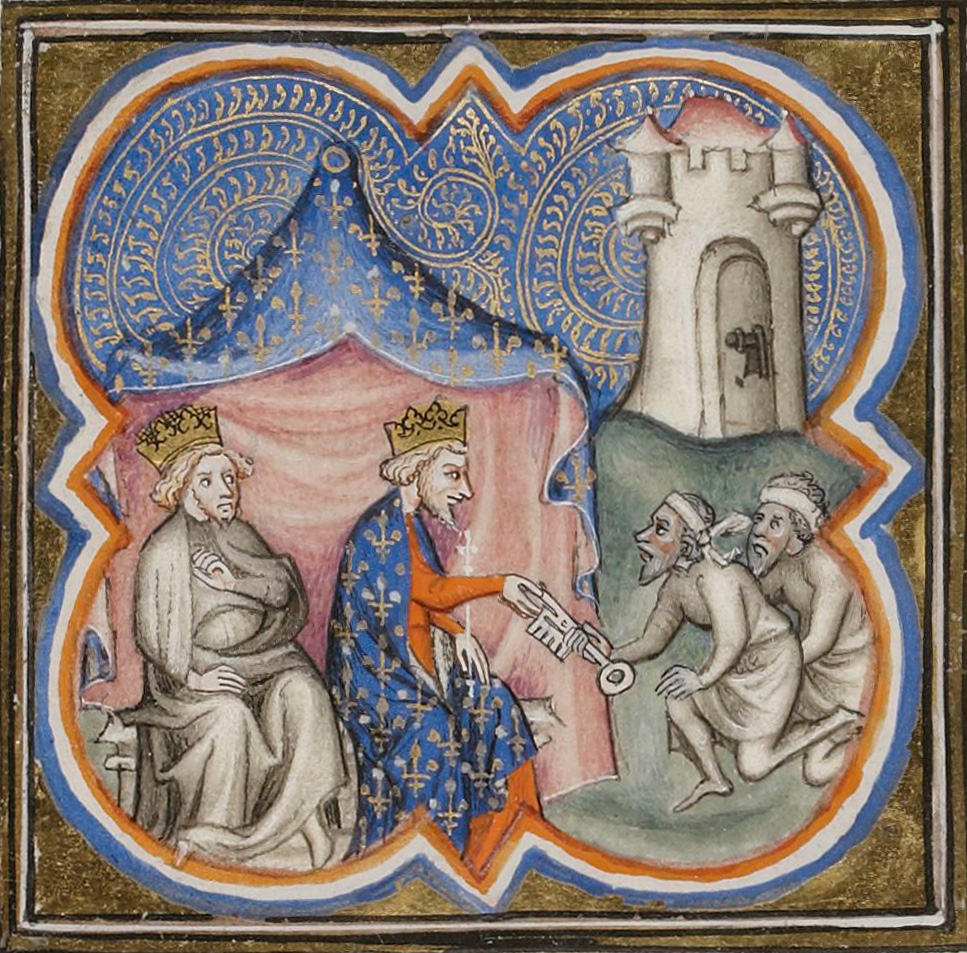
Филипп Август и Ричард Львиное Сердце получают ключи от Акры (1191).

3 сентября 1189 года, в день коронации Ричарда, в Лондоне произошла массовая резня евреев, которую английский хронист Ричард из Девайзеса назвал «холокостом». Быстро приведя в порядок дела Анжуйской империи, Ричард в начале 1190 года отправился в крестовый поход на Ближний Восток. На Сицилии он вступил в конфликт с сицилийским королём Танкредом I из-за прав сестры Ричарда королевы Иоанны, вдовы бывшего короля Сицилии Вильгельма II. Ричард захватил город Мессину 4 октября 1190 года и использовал его, чтобы заставить Танкреда заключить мирное соглашение. В 1191 году невеста и сестра короля Ричарда потерпели кораблекрушение вблизи Кипра и были вместе с несколькими кораблями, включая корабль с сокровищами, захвачены деспотом Кипра Исааком Комнином. В ответ на это Ричард по пути в Иерусалимское королевство захватил Кипр, который стал западной феодальной и христианской базой в Средиземноморье.
Мнения о Ричарде среди его современников были неоднозначными. Он отверг и унизил сестру короля Франции; оскорблял и отказывал в добыче третьего крестового похода таким знатным людям, как австрийским герцог Леопольд V, и, по слухам, организовал убийство Конрада Монферратского. Его жестокость была продемонстрирована казнью 2700 пленных в Акре. Однако Ричарда уважали за его храбрость, военные успехи и изысканные манеры. Хотя он и одержал несколько громких побед в Третьем крестовом походе, но не смог захватить Иерусалим и отступил из Святой Земли с небольшой группой последователей.
В 1192 году на обратном пути Ричард был схвачен Леопольдом, желавшим отомстить за унижения. Вскоре он был передан Генриху Льву, который потребовал за освобождение Ричарда выкуп в размере 100 000 марок с обещанием ещё 50 000. Для сбора огромной суммы в Англии пришлось ввести налог в размере 25 % от движимого имущества и доходов для выплаты, прежде чем Ричард был освобождён в 1194 году. В его отсутствие Филипп II Французский захватил большую часть Нормандии, в то время как брат Ричарда, Иоанн, контролировал большую часть оставшихся земель короля. По возвращении в Англию Ричард восстановил свой контроль и простил брата. Покинув Англию в том же 1194 году, чтобы никогда не вернуться, Ричард в течение следующих пяти лет боролся с Филиппом за возвращение владений на континенте, захваченных во время его заключения. Уже будучи близок к полной победе, он был ранен стрелой во время осады замка в Лимузене и умер, пролежав с ранами десять дней.

#### Иоанн (1199—1216)

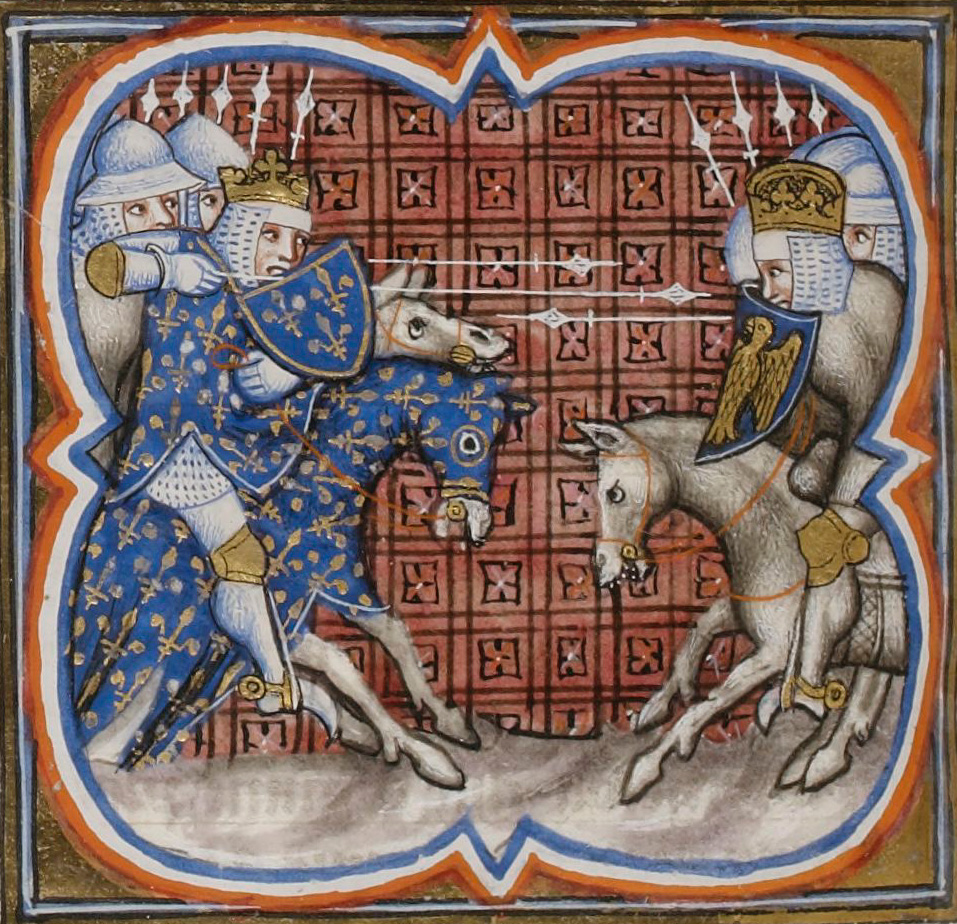
Победа французов в битве при Бувине обрекла на провал план Иоанна по возвращению Нормандии в 1214 году и привела к Первой войне баронов.

Так как Ричард умер, не оставив наследника, в Анжуйской империи начался кризис престолонаследия. Анжу, Бретань, Мэн и Турень выбрали племянника Ричарда, герцога Бретани Артура, в то время как Англия и Нормандия предпочли Иоанна. И снова Филипп II Август воспользовался возможностью, чтобы дестабилизировать территории Плантагенетов на материковой части Европы, поддержав притязания своего вассала Артура на английскую корону. Пока силы Артура осаждали его бабушку замке Мирбо, Иоанн собрал войска и, подойдя к замку, одержал значительную победу, захватив в плен всех лидеров мятежников в битве при Мирбо. Артур также оказался в плену и умер через год, по слухам, был убит, а его сестра Элеонора провела в плену остаток своей жизни. Поведение Иоанна побудило многих французских баронов перейти на сторону Филиппа. Начавшиеся в результате восстания нормандских и анжуйских баронов лишили Иоанна контроля над континентальными владениями, что привело к фактическому концу Анжуйской империи, хотя Генрих III и сохранял свои претензии до 1259 года.
Восстановив свою власть в Англии, Иоанн планировал вернуть Нормандию и Анжу. Его стратегия заключалась в том, чтобы вывести французов из Парижа, в то время как другая армия под командованием племянника Иоанна императора Оттона IV атаковала с севера. Однако союзники Иоанна потерпели поражение в битве при Бувине, одном из самых решающих и символических сражений в истории Франции. Битва имела важные и громкие последствия. Оттон отступил и вскоре был свергнут, а король Иоанн согласился на пятилетнее перемирие. Решающая победа Филиппа сыграла решающую роль в установлении политического порядка как в Англии, так и во Франции. Битва также сыграла важную роль в формировании абсолютной монархии во Франции.
Поражения Иоанна во Франции ослабили его позиции в Англии. Восстание английских вассалов вынудили короля заключить с ними договор, известный под названием «Великая хартия вольностей», который ограничивал королевскую власть и устанавливал общее право. Это легло в основу каждой конституционной битвы на протяжении XIII и XIV веков. Однако и бароны, и корона не смогли соблюдать условия Великой хартии вольностей, что привело к Первой войне баронов, в ходе которой мятежные бароны позвали на помощь французского принца Луи, а Иоанн привлёк с континента наёмников (норвежцев и ютландцев). Кампания в целом шла успешно для короля, но в октябре 1216 года он скончался от дизентерии. Наследником Иоанна стал его девятилетний сын Генрих при регентстве Уильяма Маршала, графа Пембрук. Некоторые историки считают, что смерть Иоанна и коронация юного Генриха III ознаменовали конец Анжуйского периода и начало династии Плантагенетов. Сторонники юного короля выиграли войну, одержав в 1217 году победы в битвах при Линкольне и Дувре, что привело к заключению Ламбетского договора, по которому Людовик отказался от своих притязаний на английский трон. Одержав победу, граф Пембрук, назначенный Протектором (защитником) Генриха III, переиздал Великую хартию вольностей в качестве основы для будущего правительства.

## Власть

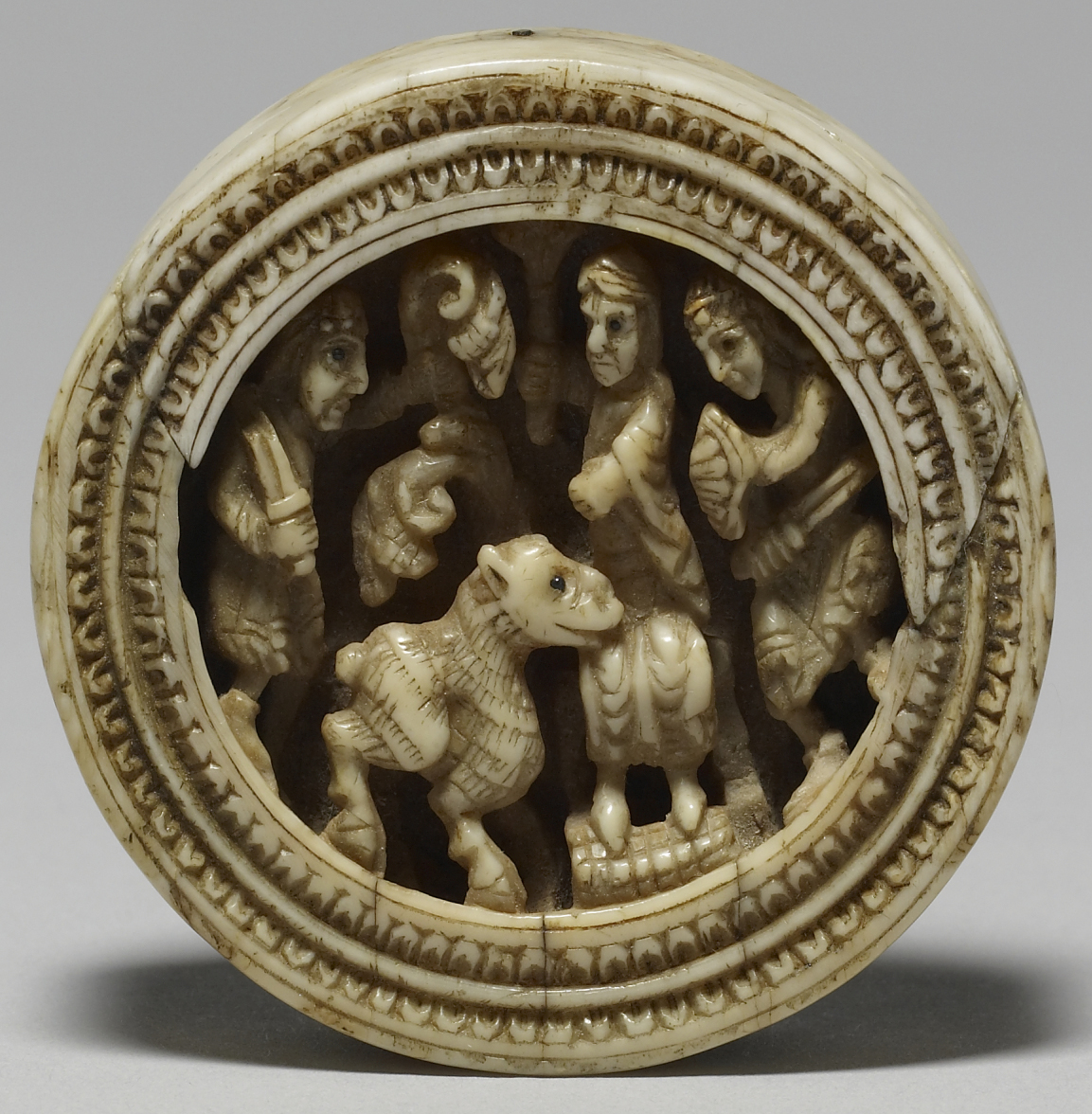
Англо-нормандская игровая фишка XII века, изображающая солдат, преподносящих овцу фигуре, сидящей на троне.

В течение двадцати лет после нормандского завоевания англосаксонская элита была заменена новым классом нормандской знати. Новые эрлы (преемники старейшин), шерифы и высшее духовенство были выбраны из своих рядов. Во многих сферах жизни общества существовала преемственность, поскольку норманны переняли многие англосаксонские правительственные институты, включая налоговую систему, монетные дворы, централизацию законотворчества и некоторые судебные вопросы; первоначально шерифы и сотенные суды продолжали функционировать в прежнем режиме.
Метод правления после завоевания можно охарактеризовать как феодальную систему, при которой новая знать владела своими землями от имени короля; в обмен на военную поддержку и принятие присяги на верность, им были предоставлены земли, феоды. Крупные дворяне, в свою очередь, предоставляли земли более мелким землевладельцам в обмен на присягу и военную поддержку, и в конечном итоге земли предоставлялись крестьянству в обмен на денежные и натуральные повинности. Так создавалась сеть лояльности и ресурсов, частично поддерживаемая новыми почётными судами. Эта система использовалась в Нормандии и сконцентрировала больше власти у короля и высшей элиты, чем прежняя англосаксонская система правления. Практика рабства пришла в упадок, поскольку норманны считали её отсталой и противоречащей учению церкви. Однако более зажиточные крестьяне потеряли влияние и власть, поскольку норманны сделали владение землей более зависимым от предоставления повинностей местному лорду. Они изменили экономическую иерархию, увеличив число вилланов и серфов, которым было запрещено покидать манор или искать другую работу.
Находясь в центре власти, короли нанимали часть духовенства в качестве канцлеров, ответственных за управление королевской канцелярией, в то время как придворные и хускерлы выступали в качестве телохранителей и военного персонала. Епископы Англии продолжали играть важную роль в местной администрации наряду с дворянством. Генрих I и Генрих II провели значительные правовые реформы, расширив сферу действия централизованного королевского закона; к 1180-м годам в основном была заложена основа будущего английского общего права с постоянным судом в Вестминстере — первой общей палатой — и разъездными судьями, совершавшими поездки по своему округу. Король Иоанн расширил королевскую роль в отправлении правосудия и степень надлежащего королевского вмешательства была одним из вопросов, рассмотренных в Великой хартии вольностей 1215 года.
Внутри системы управления существовало множество противоречий. Королевское землевладение и богатство распространились по всей Англии и поставили короля в привилегированное положение даже по сравнению с аристократической элитой. Последующим королям по-прежнему требовалось больше ресурсов для финансирования военных кампаний, строительных программ или вознаграждения своих последователей, а это означало реализацию своих феодальных прав на вмешательство в земельные владения знати. Подобная практика вызывала споры и часто становилась предметом жалоб, поскольку росло убеждение, что земля должна принадлежать по наследственному праву, а не по благосклонности короля. Собственность и богатство всё больше концентрировались в руках высшего дворянства, великих магнатов, в ущерб баронам и остальным дворянам, способствуя разрушению местного феодализма. Со временем норманнская знать вступила в брак со многими знатными англосаксонскими семьями, и связи с Нормандией начали ослабевать. К концу XII века мобилизация английских баронов для борьбы на континенте оказалась трудной, и попытки Иоанна сделать это закончились восстанием баронов.

## Общество

### Роль женщины в обществе

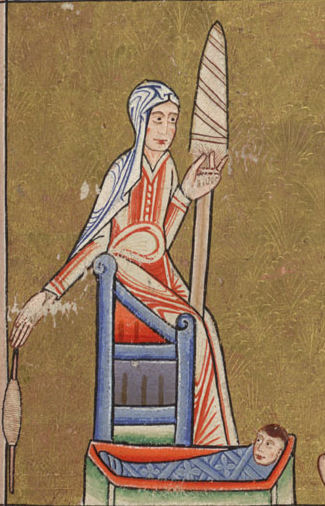
Англичанка прядёт и присматривает за маленьким ребёнком (ок. 1170 года).

Средневековая Англия была патриархальным обществом, и жизнь женщин сильно зависела от господствующих в те века представлениях о гендере и власти. Однако положение женщин варьировалось в зависимости от ряда факторов, включая их социальный класс; семейного положения (замужняя, незамужняя, овдовевшая или вступившая в повторный брак); и в какой части страны они жили. Значительное гендерное неравенство сохранялось на протяжении всего периода, поскольку женщины, как правило, имели более ограниченный жизненный выбор, доступ к занятости и торговле, а также меньше юридических прав, чем мужчины. После нормандского завоевания положение женщин в обществе изменилось. Права и роли женщин стали более чётко определены, отчасти в результате развития феодальной системы и расширения английской правовой системы; некоторые женщины выиграли от этого, а другие проиграли. Права вдов были официально закреплены в законе к концу XII века, разъясняя право свободных женщин на владение собственностью, но это не обязательно предотвращало насильственное вступление в брак против желания женщины.
Рост правительственных учреждений при смене епископов снизил роль королев и их дворов в формальном правительстве. Замужние или овдовевшие дворянки оставались важными культурными и религиозными покровительницами и играли важную роль в политических и военных событиях, даже если летописцы не были уверены, было ли такое поведение уместным. Как и в предыдущие столетия, большинство женщин работали в сельском хозяйстве, но здесь роли стали более чётко гендерными: например, вспашка и управление полями считались мужской работой, в то время как в производстве молочной продукции стали доминировать женщины.

### Идентичность
Норманны и французы, переселившиеся в Англию после завоевания, считали себя отличными от англичан. Они имели тесные семейные и экономические связи с Нормандией и другими французскими регионами, говорили на нормандском и французском языках, имели свою собственную самобытную культуру. Так как норманны и французы доминировали в элите то в течение многих лет слово «англичанин» ассоциировалось с военной неудачей и крепостным правом, что затрудняло интеграцию этих народов. В XII веке разногласия между англичанами и норманнами начали исчезать в результате смешанных браков и сожительства. К концу XII века, а возможно, уже в 1150-х годах, современные комментаторы считали, что два народа смешались, и потеря Нормандии в 1204 году усилила эту тенденцию. Англо-нормандский вариант старонормандского языка как родной язык высших слоёв общества начинает быстро угасать уже со второй половины XII века, однако в качестве рабочего языка деловой переписки и административно-торговых регистров он широко используется до конца XV века, получив название англо-французский язык. Однако образовавшееся англо-нормандское общество по-прежнему выше ставило французские культурные ценности, а французский язык оставался языком двора, бизнеса, права и международных отношений, даже несмотря на то, что парижане высмеивали англичан за их плохое произношение. В XII и XIII веках англичане начали считать себя выше кельтских народов (валлийцы, шотландцы и корнцы). Англичане считали себя цивилизованными, экономически успешными и настоящими христианами, в то время как кельты считались ленивыми, варварскими и отсталыми. После вторжения в Ирландию (1169—1172) аналогичные чувства были распространены и на ирландцев.

## Религия

### Церковные структуры и ордена

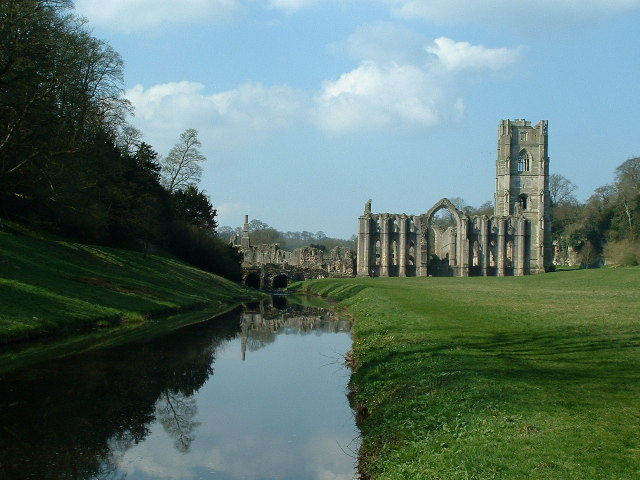
Фаунтинское аббатство — самый большой из цистерцианских монастырей средневековой Англии, построенных в XII веке.

Нормандское завоевание 1066 года привело к власти новую группу нормандских и французских церковников; некоторые переняли и приняли аспекты бывшей англосаксонской религиозной системы, в то время как другие внедрили практики Нормандии. Обширные английские земли были переданы монастырям Нормандии, что позволило им создать дочерние монастыри и монашеские кельи по всему королевству. Монастыри прочно вошли в сеть феодальных отношений, а владение ими землёй было связано с оказанием военной поддержки короне. Нормандцы переняли англосаксонскую модель монашеских соборных общин, и в течение семидесяти лет большинство английских соборов контролировались монахами; однако каждый английский собор был в той или иной степени перестроен новыми правителями. Епископы Англии оставались влиятельными светскими фигурами, и в начале XII века они собрали армии против шотландских захватчиков и создали обширные владения замков по всей стране.
В Англии стали вводиться новые порядки. Когда связи с Нормандией ослабли, французский орден Клюни стал модным и их монастыри появились в Англии. Августинцы быстро распространились по стране с начала XII века, а чуть позже в том же столетии в Англию пришли цистерцианцы, создавая монастыри с более строгими монашескими правилами и построив великие аббатства Риво и Фаунтин. К 1215 году в Англии насчитывалось более 600 монашеских общин, но в XIII веке приток новых пожертвований замедлился, что создало долгосрочные финансовые проблемы для многих монастырей. Духовно-рыцарские ордена, ставшие популярными в Европе начиная с XII века, включая тамплиеров, тевтонских рыцарей и госпитальеров, также приобрели владения в Англии.

### Церковь и государство

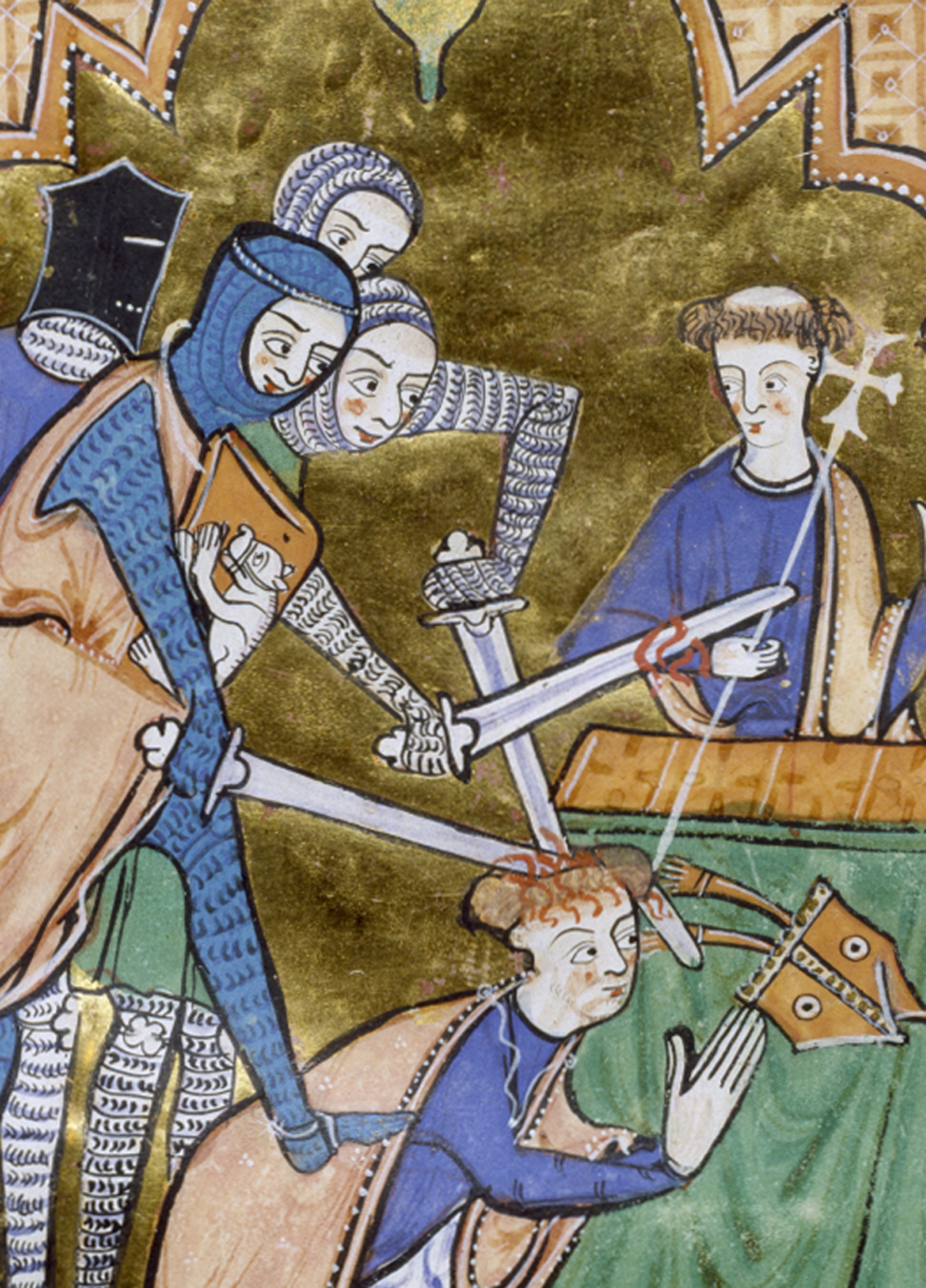
Изображение смерти архиепископа Томаса Бекета (сер. XIII века).

Вильгельм Завоеватель заручился поддержкой Церкви для вторжения в Англию, пообещав церковную реформу. Захватив Англию, Вильгельм пропагандировал безбрачие среди духовенства и дал церковным судам больше власти, но при этом сократил прямые связи английской Церкви с Римом и сделал её более подотчётной королю. В результате возникла напряжённость между английскими королями, продолжавшими эту практику, и реформаторским движением Папы Григория VII, который выступал за большую автономию духовенства от королевской власти, осуждал практику симонии и способствовал большему влиянию папства в церковных делах. Несмотря на то, что епископы продолжали играть важную роль в королевском правительстве, противоречия между королями Англии и ключевыми лидерами английской Церкви усиливаются. Короли и архиепископы конфликтовали из-за прав назначения и религиозной политики, а сменявшие друг друга архиепископы, включая Ансельма, Теобальда Бекского, Томаса Беккета и Стефана Лангтона, были вынуждены покинуть страну, арестованы королевскими рыцарями или даже убиты. Однако к началу XIII века английская Церковь стала более независимой от королевской власти, почти полностью подчиняясь Риму.

### Паломничество
Паломничество было популярной религиозной практикой в средневековой Англии, причём эта традиция восходит к римскому периоду. Обычно паломники совершали поездки на короткие расстояния к святыне или определённой церкви либо для того, чтобы покаяться в предполагаемом грехе, либо в поисках облегчения от болезни или другого состояния. Некоторые паломники путешествовали дальше, либо в более отдалённые места внутри Британии, либо, в некоторых случаях, на континент. При нормандцах религиозные учреждения с важными святынями, такие как Гластонберийское аббатство, Кентерберийский и Уинчестерский соборы, позиционировали себя как места паломничества, максимизируя ценность чудес, связанных с этими местами. Накопление реликвий стало важной задачей для амбициозных церковных деятелей, поскольку считалось, что они обладают целебной силой и придают месту хранения особый статус. К XII веку сообщения о посмертных чудесах местных святых становились всё более распространёнными в Англии, что делало паломничество к выдающимся реликвиям ещё более привлекательным.

### Крестовые походы
Идея совершить паломничество в Иерусалим к Гробу Господню, а ещё лучше отвоевать Святую землю у сарацин, не была новой для Англии, поскольку идея религиозно оправданной войны зародилась ещё в англосаксонские времена. Хотя участие Англии в Первом крестовом походе 1095—1099 годов было ограниченным, Англия сыграла заметную роль во Втором, Третьем и Пятом крестовых походах в течение следующих двух столетий, при этом многие крестоносцы уехали в Левант за прошедшие годы. Многие из тех, кто взял крест, чтобы отправиться в крестовый поход, на самом деле так и не уехали, часто потому, что у них не было достаточных средств для совершения этого путешествия. Для сбора средств на поездку крестоносцы обычно продавали или закладывали свои земли и имущество, что затрагивало их семьи, а иногда и экономику в целом.

## География и климат

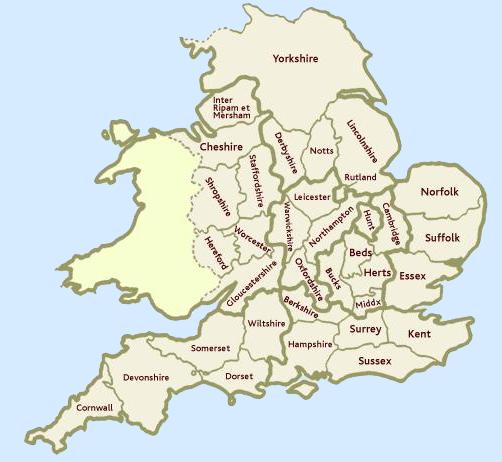
Графства Англии, записанные в Книге Страшного суда.

Средневековая Англия имела разнообразную географию, от болот Восточной Англии и густо заросшего лесом Вельда Юго-Восточной Англии до вересковых пустошей Йоркшира в Северной Англии. Несмотря на это, средневековая Англия в целом делилась на две зоны, примерно разделённые реками Экс и Тис: на юге и востоке Англии были более лёгкие, плодородные почвы, пригодные как под пашню, так и для пастушества, в то время как более бедные почвы и более холодный климат севера и запада больше подходили для животноводства. Лесов было лишь немного больше чем в XX веке, в дикой природе в Англии встречались медведи, бобры и волки, впрочем медведи были истреблены охотниками к XI веку, а бобры к XII.
Из 10 000 миль дорог, построенных римлянами, многие оставались в эксплуатации, а четыре, которые пересекали всю страну, имели особое стратегическое значение — Икнилдская дорога, Фосский путь, Эрмин-стрит и Уотлинг-стрит. Дорожная система соответствовала потребностям того периода, хотя перевозить товары по воде было значительно дешевле. Основные речные сети образовывали ключевые транспортные пути, в то время как многие английские города имели судоходные внутренние порты.
На протяжении большей части Средних веков климат Англии отличался от климата XXI века. Между IX и XIII веками Англия прошла через средневековый тёплый период, длительный период мягких зима, сравнительно тёплой и ровной погоды; в начале XII века, например, лето было примерно на 1 °C теплее, чем XXI веке, а климат был немного суше, что позволяло успешно возделывать бедные земли и выращивать виноградные лозы даже в Северной Англии.

## Экономика и демография

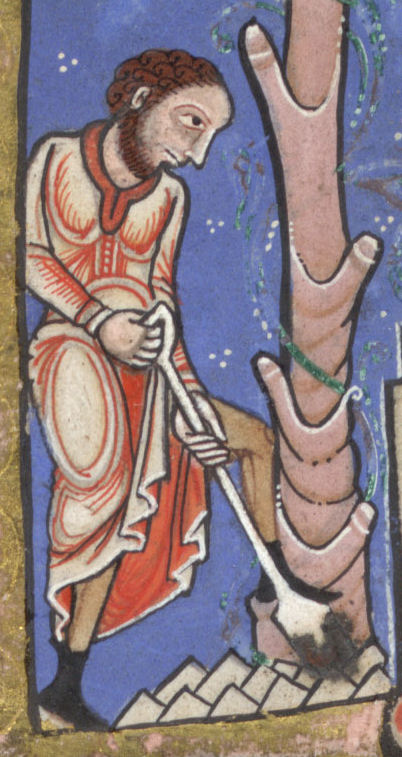
Английский серв за работой (ок. 1170).

Английская экономика была в основном сельскохозяйственной и зависела от выращивания таких культур, как пшеница, ячмень и овёс на открытых полях, а также от разведения овец, крупного рогатого скота и свиней. Сельскохозяйственные земли обычно организовывались вокруг поместий и делились на земли, которыми землевладелец управлял напрямую, называемые поместными землями, и большинство полей, которые обрабатывались крестьянами. Эти крестьяне платили арендную плату землевладельцу либо работая на полях лорда, либо наличными деньгами и продуктами. К XI веку рыночная экономика процветала на большей части территории Англии, в то время как восточные и южные города активно участвовали в международной торговле. В средневековой Англии было около 6000 водяных мельниц для помола муки, что высвобождало рабочую силу для других более производительных сельскохозяйственных задач.
Хотя нормандское вторжение нанесло некоторый ущерб, поскольку сопровождалось грабежами и разрушениями, а земли конфисковывались для строительства замков, английская экономика в целом не сильно пострадала. Однако налоги были увеличены, а значительные лесные массивы были объявлены королевскими лесами, ресурсами которых мог распоряжаться только монарх и которые защищались суровыми законами. Следующие два столетия стали свидетелями огромного роста английской экономики, отчасти обусловленного увеличением населения с примерно 1,5 миллионов в 1086 году до 4—5 миллионов в 1300 году. Чтобы прокормить растущее население и производить шерсть для экспорта в Европу пришлось ввести в эксплуатацию больше земель, в основном за счёт королевских лесов. По всей Англии было построено много новых городов, некоторые из которых были запланированными, что способствовало созданию гильдий, ярмарок и других средневековых институтов, которые управляли растущей торговлей. Еврейские финансисты сыграли значительную роль в финансировании растущей экономики, наряду с новыми религиозными орденами цистерцианцев и августинцев, которые стали основными игроками в торговле шерстью на севере. Добыча полезных ископаемых в Англии возросла, а «серебряный бум» XII века способствовал расширению денежной массы.

## Война

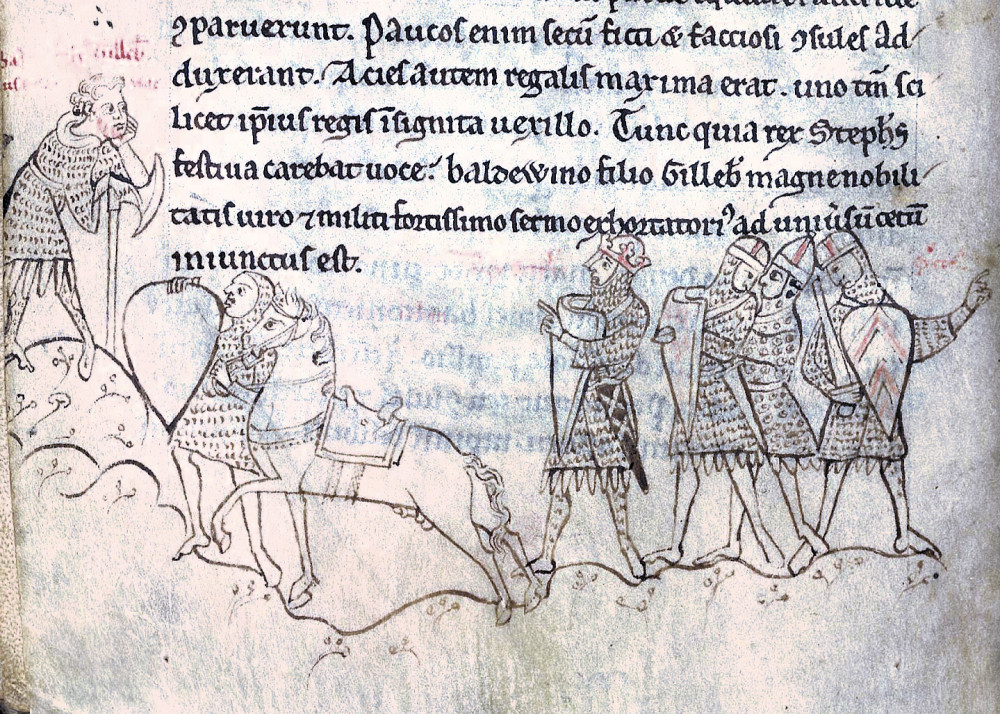
Битва при Линкольне (1141) из Historia Anglorum.

Войны англо-нормандского периода характеризовались военными кампаниями на истощение, в ходе которых обе стороны совершали набеги на вражеские земли и захватывали замки, чтобы взять под контроль территорию своих противников, оставляя их без ресурсов, в конечном итоге одерживая медленные, но стратегические победы. Иногда между армиями происходили генеральные сражения, но они считались рискованными и считалось благоразумным их избегать. Армии того периода состояли из отрядов конных, бронированных рыцарей, поддерживаемых пехотой. В XII веке, наряду со старыми короткими луками, получили широкое распространение арбалеты. В основе этих армий лежала familia regis (в переводе с лат. — «семья короля»), постоянная дружина, которая во время войны дополнялась феодальным ополчением, набранным королевскими вассалами на ограниченный период службы во время кампании. Наёмники использовались всё чаще, что увеличивало стоимость войны и достаточные запасы наличных денег стали необходимым условием успеха кампаний.
Военно-морские силы играли важную роль в Средние века, обеспечивая транспортировку войск и припасов, набеги на вражескую территорию и нападения на вражеские флоты. Английская военно-морская мощь стала особенно важной после потери Нормандии в 1204 году, что превратило Ла-Манш из дружественного транзитного пути в спорный и критический пограничный регион.
Хотя в 1050-х годах в Англии было построено небольшое количество замков, после завоевания нормандцы начали в большом количестве строить деревянные мотт-и-бейли и кольцевые замки, чтобы контролировать свои недавно занятые территории. В XII веке нормандцы начали строить больше замков из камня с характерными квадратными цитаделями, которые исполняли как военные, так и политические функции. Королевские замки использовались для контроля ключевых городов и лесов, в то время как баронские замки использовались нормандскими лордами для контроля своих обширных поместий; феодальная система, называемая замковой стражей, иногда использовалась для несения гарнизонной службы. В XII веке защита и захват замков продолжали совершенствоваться с военной точки зрения.

## Культура

### Искусство

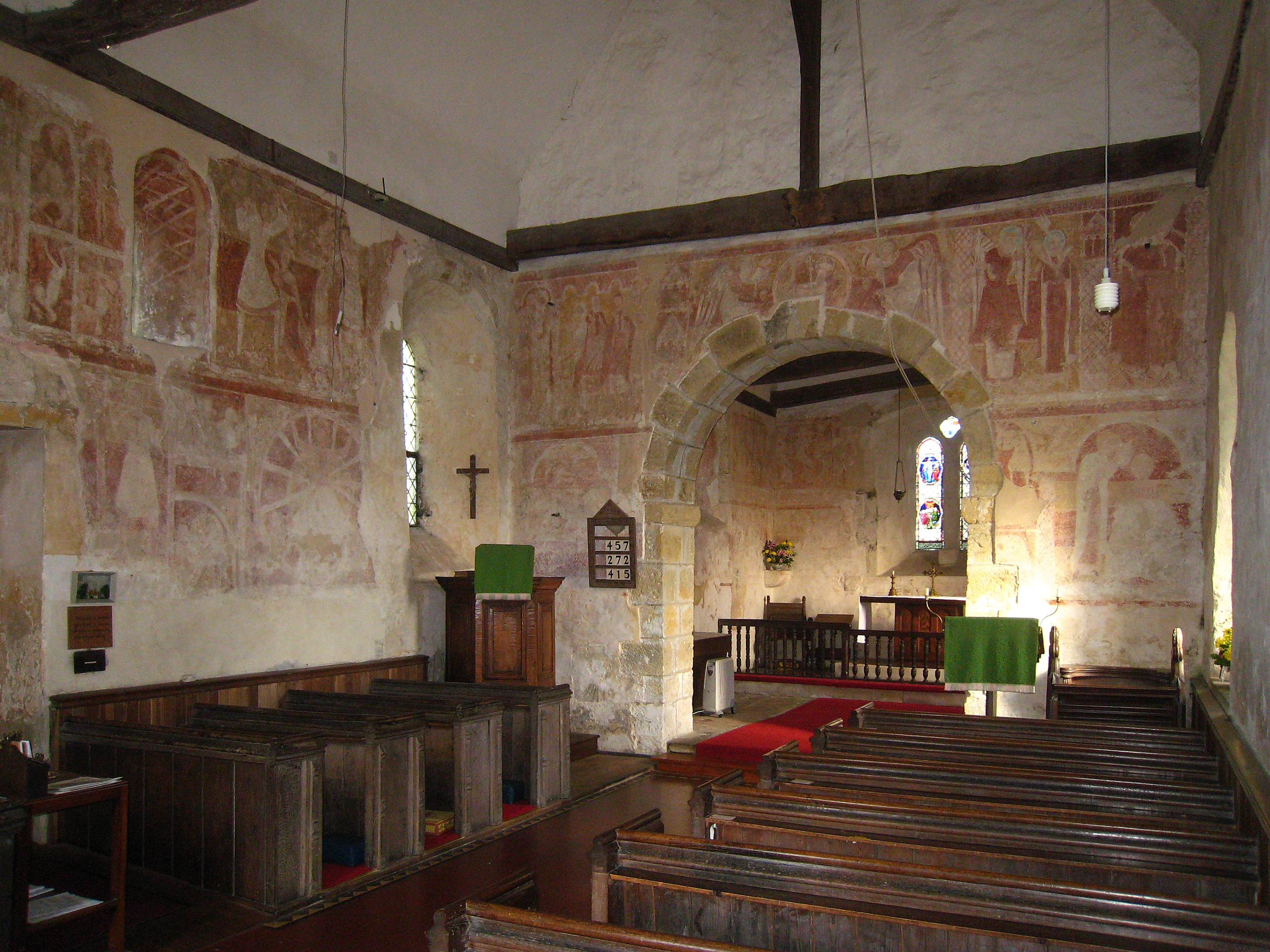
Романские росписи на стенах Церковь святого Ботольфа в Хардхэме святого Ботольфа в Хоршеме (Западный Суссекс)

Нормандское завоевание принесло в Англию северофранцузские художественные стили, особенно в иллюминированных рукописях и фресках, и снизило спрос на резьбу. В других художественных областях, включая вышивку, англосаксонское влияние оставалось очевидным до XII века и знаменитый гобелен из Байё является примером того, как старые стили были повторно использованы при новом режиме. Витражи были введены в англосаксонскую Англию именно в это время. Очень мало образцов стекла сохранилось от нормандского периода, но есть несколько образцов, которые сохранились из небольших монастырей и приходских церквей. Самые большие коллекции витражей XII века находятся в соборах Йорка и Кентербери.

### Архитектура

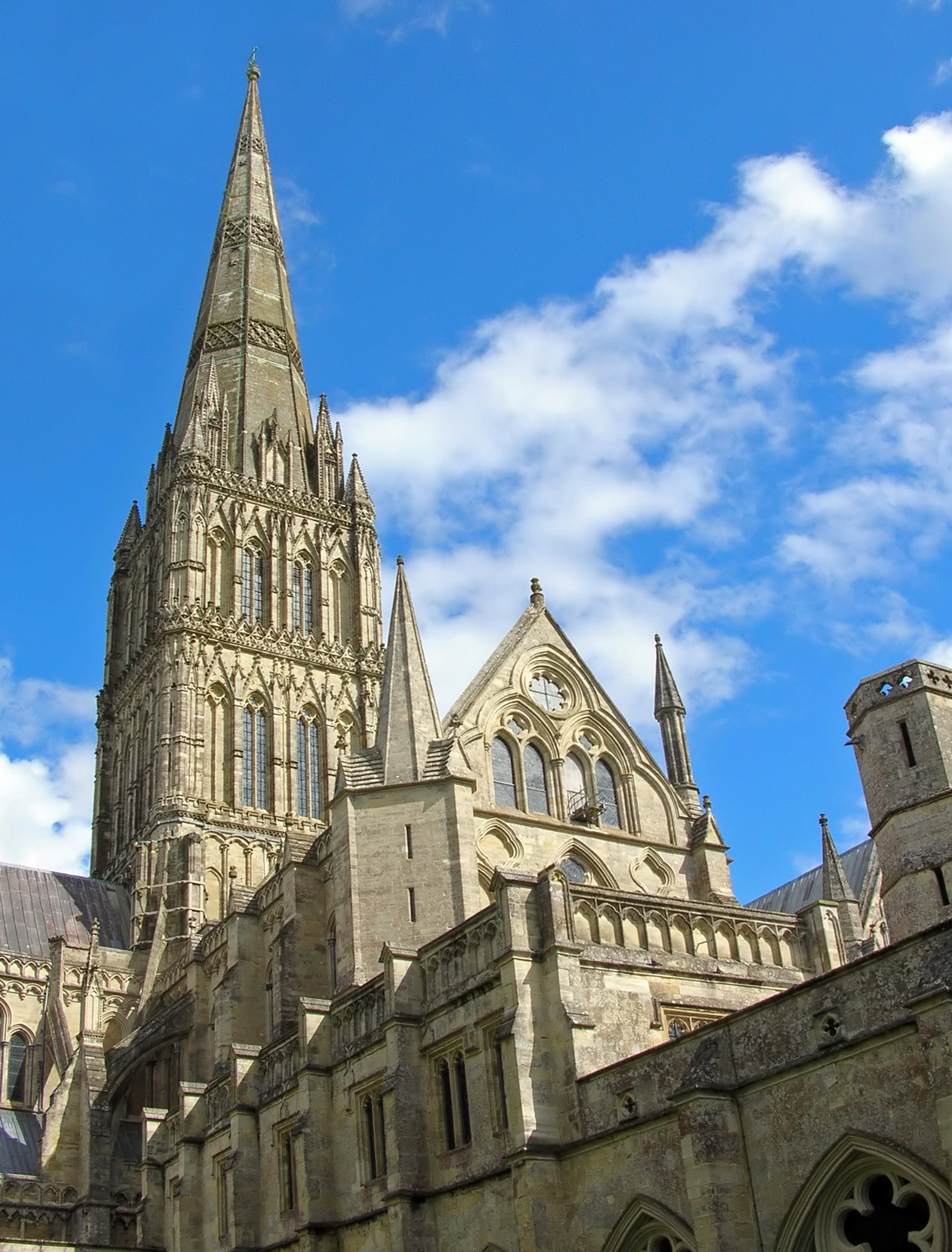
Солсберийский собор в раннеанглийском стиле.